# Neptis aagaardi
Neptis aagaardi är en fjärilsart som beskrevs av Riley 1932. Neptis aagaardi ingår i släktet Neptis och familjen praktfjärilar. Inga underarter finns listade i Catalogue of Life.